# Pierwsza masakra w San Fernando
Pierwsza masakra w San Fernando – poza Meksykiem lepiej znana jako masakra w Tamaulipas, choć w tym stanie popełniono inne masowe morderstwa – zbrodnia dokonana przez kartel Los Zetas pomiędzy 22 i 23 sierpnia 2010 w gminie San Fernando (Meksyk). 72 ofiary egzekucji (58 mężczyzn i 14 kobiet) były w większości imigrantami pochodzącymi z Ameryki Środkowej i Południowej. Ofiary zostały zabite strzałami w plecy, następnie ich ciała zostały ułożone w stos i zostawione pod gołym niebem. Pierwsze dochodzenie wskazywało na to, że ofiary zostały zamordowane, gdyż nie został za nie zapłacony okup i nie zgodziły się na przyłączenie do grupy przestępczej. Do 8 października 2010 zidentyfikowano 50 z 72 ciał – 21 obywateli Hondurasu, 14 obywateli Salwadoru, 10 Gwatemalczyków, jeden Ekwadorczyk i 4 Brazylijczyków.
Obywatel Ekwadoru, który zgłosił zdarzenie władzom, został uznany za jedynego ocalałego z rzezi, choć pierwszego września odkryto istnienie innego świadka z Hondurasu, a 4 dni później kolejnego z Salwadoru, jednakże władze Meksyku twierdzą, że nie ma dowodów na to, iż był on faktycznym świadkiem zdarzeń.

## Wydarzenia
Według władz federalnych Meksyku imigranci, którzy zostali umieszczeni w dwóch ciężarówkach, opuścili Veracruz 21 sierpnia z zamiarem przenocowania w jednym z miasteczek stanu Tamaulipas. Po przybyciu do San Fernando zostali zatrzymani przez uzbrojonych osobników, którzy zmusili ich do przekazania informacji o swoich krewnych mieszkających w USA. Domagali się również pieniędzy w zamian za wolność. Po odmowie imigranci zostali pobici. Według zeznań świadka porywacze oferowali przystąpienie do kartelu, jednakże faktyczna intencja tej prośby nie jest jasna. Szacuje się, że masakra miała miejsce pomiędzy niedzielą 22 i poniedziałkiem 23 sierpnia. Według ocalałego Ekwadorczyka, Luisa Fredy Lala Pomavilla, było 76 migrantów dlatego do 3 września 3 osoby uważano za zaginione. Mimo to meksykańska Prokuratura Generalna oświadczyła w następnych dniach, że było 77 migrantów spośród, których „72 zostało zamordowanych, 2 przeżyło i 3 uznano za zaginionych, a ci ostatni są narodowości meksykańskiej” oraz „nie ustalono jeszcze czy dwóch kierowców i pomocnik stanowili część siatki przemytników do USA i byli członkami kartelu Los Zetas”.
Według pierwszych oświadczeń Luisa Fredy Lala Pomavilla 22 sierpnia grupa została zamknięta w jakimś domu, a następnie została przetransportowana do innego miejsca, w którym pozostała przez jeden dzień. W nowym miejscu ofiary zostały skrępowane i zakneblowane. Lala usłyszał odgłos wystrzału i po chwili do pomieszczenia wszedł człowiek, który kontynuował strzelanie zabijając wszystkie osoby. Po odczekaniu dwóch minut Lala wybiegł z pomieszczenia w poszukiwaniu pomocy, której wszyscy mu odmawiali, aż następnego dnia, około siódmej, rano spotkał dwóch meksykańskich marynarzy, którzy tej pomocy mu udzielili. Z drugiej strony kilka dni później ocalały obywatel Hondurasu zeznał „ …rozwiązałem się i uciekłem między krzaki a po strzelaninie wróciłem i oswobodziłem Ekwadorczyka, który został ranny”. Również wiceminister spraw zagranicznych Hondurasu Alden Rivera twierdzi, że „Hondurańczyk pomógł Ekwadorczykowi, rozwiązał go i wyciągnął stamtąd. Po kilku godzinach wędrówki wśród odgłosów wystrzałów rozdzielili się i dotarł on do Centrum Pomocy dla Migrantów, gdzie dano mu ochronę i skontaktowano się z naszym MSZ”.

## Śledztwo
Tuż po rozpoczęciu dochodzenia, 26 sierpnia, znaleziono zwłoki śledczego pozbawione głowy. Ponieważ jest to przestępstwo federalne Prokuratura Generalna Meksyku przejęła śledztwo nad tą sprawą. 7 września sekretarz Rady Bezpieczeństwa Meksyku, Alejandró Poiré, poinformował, że znaleziono trzy ciała osób, które były zamieszane w masakrę. Ocalały z masakry Hondurańczyk rozpoznał je jako pomocników morderców. Ciała imigrantów zostały znalezione 30 sierpnia przez władze lokalne, które otrzymały anonimowy telefon informujący o miejscu, w którym znajdują się ciała. Liczbę osób podejrzanych o udział w rzezi oszacowano początkowo na osiem, z czego jedna osoba została zatrzymana przez Prokuraturę Generalną 23 sierpnia.
8 września Poiré oznajmił, że aresztowano wszystkich podejrzanych o udział w masakrze, spośród których czterech uzbrojonych bandytów aresztowano 3 września po wymianie ognia z oddziałami marynarki wojennej Meksyku. Później zatrzymano trzy inne osoby zamieszane w masakrę. Mimo to 10 sierpnia prezydent Meksyku, Felipe Calderón Hinojosa, ogłosił zatrzymanie ośmiu osób i śmierć kolejnych sześciu. Podejrzanym postawiono zarzuty udziału w zorganizowanej grupie przestępczej, porwania, posiadania broni palnej zastrzeżonej dla sił zbrojnych, deprawacji nieletnich, zabójstwa 72 osób i próby zabójstwa Luisa Freddy Lala Pomavilla. Mimo to w listopadzie specjalny sprawozdawca Narodów Zjednoczonych do spraw uchodźców, Jorge Bustamante, wezwał rząd meksykański do „pełnego wyjaśnienia” wątpliwości wokół masakry i podjęcia działań, które zapobiegną podobnym wydarzeniom w przyszłości.

## Reakcje na arenie międzynarodowej
- Wysoka Komisarz Narodów Zjednoczonych do spraw Praw Człowieka, Navanethem Pillay, oświadczyła, że choć uznaje wysiłki rządu na rzecz ograniczenia przemocy w Meksyku, nakłania również do pilnego przeprowadzenia przejrzystego i niezależnego śledztwa dla wyjaśnienia zbrodni oraz szybkiej identyfikacji ciał po to by chronić godność ofiar.

- Sekretarz Generalny Organizacji Państw Amerykańskich, José Miguel Insulza, zaznaczył, że „ten tragiczny epizod ukazuje wpływ dwóch fenomenów, które szkodzą rozwojowi Ameryki Łacińskiej i jej systemowi demokratycznemu: działalność organizacji przestępczych oraz stan braku bezpieczeństwa, w którym żyją Latynosi emigrujący w poszukiwaniu lepszej przyszłości.

- Rząd Ekwadoru pod przewodnictwem prezydenta Rafaela Correa oświadczył: „Wobec tej strasznej zbrodni, w której zginęli nasi rodacy Ekwadorczycy, rząd wzywa władze meksykańskie do jak najszybszego wyjaśnienia okoliczności, w których życie straciło 72 migrantów.”

- Prezydent Salwadoru Mauricio Funes powiedział: „Obłąkańcza rzeź, która zdarzyła się w stanie Tamaulipas spowodowała wstrząs w naszych państwach i wśród społeczności międzynarodowej i pokazuje jaką wielkość osiągnęły zorganizowane grupy przestępcze.” „Mam odwagę powiedzieć, że Meksyk i Ameryka Centralne toczą bitwy w nowej wojnie, która niszczy nasze ludy. Jednak konsekwencje tej wojny są odczuwane i będą odczuwane coraz bardziej w pozostałych częściach naszej planety”.

- Według prezydenta Gwatemali Álvaro Coloma masakra jest „wydarzeniem, które stanowi nowe zagrożenie dla migracji; przemyt narkotyków nie był do tej pory tak bezpośrednio powiązany z procesem migracji” … „Bohaterstwo emigranta, jak ja to nazywam, musi teraz przezwyciężyć również zagrożenie i agresję przestępczości zorganizowanej, która jest grzechem”[1].

- Prezydent Hondurasu Porfirio Lobo oświadczył w oficjalnym komunikacie dla mediów, że „odrzuca i potępia ten haniebny incydent, który wydarzył się na ranczu w meksykańskim stanie Tamaulipas, przy granicy ze Stanami Zjednoczonymi, gdzie straciło życie 72 emigrantów z Brazylii, Hondurasu, Ekwadoru i Salwadoru” … „Rząd Republiki domaga się od władz meksykańskich szybszego wyjaśnienia okoliczności, w których życie straciło tych siedemdziesięciu dwóch emigrantów”.

- Nicolás Maduro, minister spraw zagranicznych Wenezueli, wyraził „poparcie swojego państwa dla rządu Meksyku, którego wysiłki zmierzają do wyjaśnienia rzezi i walki z przestępczością zorganizowaną…”. Ponadto podkreślił on „wsparcie dla międzynarodowej walki z handlem ludźmi i innymi plagami, takimi jak nielegalny handel narkotykami”.